# Новые Казанчи
Новые Казанчи (баш. Яңы Ҡаҙансы) — деревня в Аскинском районе Республики Башкортостан. Входит в состав в Кшлау-Елгинского сельсовета.

## Географическое положение
Расстояние до:
- районного центра (Аскино): 53 км,
- центра сельсовета (Кшлау-Елга): 5 км,
- ближайшей железнодорожной станции (Чернушка): 67 км.

## Население
| 2002 | 2009 | 2010 |
| ---- | ---- | ---- |
| 401  | ↘395 | ↗443 |

### Национальный состав
Согласно переписи 2002 года, преобладающая национальность — башкиры (95 %).

## Инфраструктура
В деревне находится санаторий «Танып».